# Breuil-le-Vert
Breuil-le-Vert är en kommun i departementet Oise i regionen Hauts-de-France i norra Frankrike. Kommunen ligger i kantonen Clermont som tillhör arrondissementet Clermont. År 2022 hade Breuil-le-Vert 3 150 invånare.

## Befolkningsutveckling
Antalet invånare i kommunen Breuil-le-Vert
| Referens: INSEE |